# Campagne d'Octavien en Illyrie
Pour les articles homonymes, voir Campagne d'Illyrie.
La campagne d'Octavien en Illyrie (35-33 av. J.-C.) est la première tentative d'occupation de toute la rive orientale de la mer Adriatique (actuels Croatie, Bosnie et Monténégro) par le futur empereur Auguste. Elle fait suite à sa victoire sur Sextus Pompée et précède son affrontement décisif avec son co-triumvir Marc Antoine.

## Contexte historique
La zone Illyro-balkano-carpatique avant l'intervention de Rome ressemble à une véritable poudrière. Parmi les populations qui occupent cette région et se combattent depuis des siècles, on compte :
- des Daces dans les Carpates,
- des Illyriens en Pannonie, entre les rivières Save et Drave,
- des Celtes dans la plaine hongroise, jusqu'en Mésie voisine (Taurisques, Boïens, Scordisques, Eravisques, etc.),
- les Sarmates Iazyges en Olténie,
- d'autres peuples illyriens sur la côte Dalmate,
- des populations de la Mésie et des Thraces.

Bien qu'à cette époque les Daces, orphelins de leur grand roi Burebista mort dix ans plus tôt (44 av. J.-C.), ne constituent plus une réelle menace, la côte romaine continue à subir les incursions de tribus venus de l'intérieur du pays (actuelle Bosnie).

## Campagnes

### Campagne de35 av. J.-C.
La première campagne s'élance de la ville d'Aquilée. Une armée commandée par des légats d'Octavien (parmi lesquels Marcus Valerius Messalla Corvinus) se dirige vers Emona (Ljubljana) et les sources de la Save (Danube), tandis qu'Octave en personne marche de Tergeste (Trieste) à Senia (Senj), accompagné d'une puissante flotte commandée par un certain Menas (Menodorus). Passées les chaînes des montagnes de Kapela et du Velebit, il pénètre sur le plateau de la Lika pour redescendre vers la Save à travers la vallée de la Kupa. Dans ces régions de montagnes et de forêt denses avec de rares clairières, les quelques forteresses illyriennes occupent les sommets des collines.
Entretemps, la flotte, partie du sud de l'Italie, affronte avec succès les pirates liburniens, soumettant les habitants des îles de Melite (Mljet) et de Corcyra Nigra (Korčula) ainsi que le peuple des Taulantii. Les légats, venant du Nord, soumettent une partie des peuples des Carni et des Taurisci dans la zone de Nauportus (Vrhnika), et rejoignent l'oppidum d'Emona.
Octavien continue son opération de soumission des tribus mineures de la région, comme les Momentini de Monetium (Brinje), les Avendètes d'Avendo (Crkvina, près d'Otočac) et les Arupini de Vital, dont la capitale était près Prozor. De là, Octavien se dirige vers l'est en traversant les Alpes et rejoint les Iapydes. Il décide de diviser l'armée en plusieurs colonnes pour les attaquer simultanément sur plusieurs fronts. L'armée quitte Senia, longe la rivière Kupa, occupant non sans difficultés la forteresse des Arupini, Terponus, puis celle de Métule (près d'Ogulin), capitale des Iapydes. Au cours du siège, qui se solde par le suicide de tous les habitants survivants, Octavien est lui-même blessé,. Tandis qu'un contingent est laissé dans la capitale, le gros de l'armée se remet en marche, suivant la haute vallée de la Kupa en direction de Siscia (actuelle Sisak), capitale des Segestanes. Les Posènes, appartenant à la communauté des Iapydes, à peine soumis, se rebellent contre le joug romain, mais le légat resté à Métule parvient à tuer la révolte dans l'œuf.
Siscia, lieu stratégique fondamental pour toute progression vers l'est, tombe après 30 jours d'un siège féroce,,. Une fois cette importante forteresse conquise, Octavien y laisse 25 cohortes sous les ordres Fucus Géminus, et retourne à Rome.
La conquête de Siscia devait constituer la phase préliminaire d'une expédition contre les Bastarnes et les Daces, orphelins de leur roi Burebista et divisés par des luttes internes. Octavien obtient, entre autres, que les Pannoniens lui offrent leur soumission sans avoir à prolonger sa marche vers l'est.

### Campagne de34 av. J.-C.
Au début de l'année Octavien quitte Rome pour le nord de l'Italie, à la nouvelle que les deux légions laissées à Sisak pendant l'hiver sont attaquées par les populations indigènes, bien qu'elles s'en soient sorties dans de bonnes conditions.
Octavien est à présent décidé à diriger son attention plus au sud, contre la puissance tribu des Dalmates. Son premier objectif est Promona, prise aux Liburniens par les Dalmates vingt ans plus tôt et à présent défendue par 12 000 hommes. Leur roi Verzo se retranche dans cette place forte avec le gros de son armée, tandis que le reste est dispersé sur les collines environnantes pour rendre l'avance de l'armée romaine dans leur territoire plus difficile.
Octavien parvient pourtant à assiéger Promona et les localités proches. Quelques jours plus tard, il obtient la victoire finale avec la conquête de l'oppidum et la mort de Verzo après une charge de l'armée romaine qui rapidement occupe également Synodion. Après cette victoire, Octavien décide de rentrer à Rome pour récupérer le titre de Consul pour 33 av. J.-C., laissant à Titus Statilius Taurus la tâche d'attaquer Setovia (Sinj).

### Campagne de33 av. J.-C.
Octavien, qui revient en Dalmatie en 33 av. J.-C., reçoit la soumission, accompagnée du versement d'un tribut, des Delmatae de la côte, dont la capitale Setovie s'est rendue à Titus Statilius Taurus. Suivent les Derbanes (lesquels avaient négocié la paix en offrant à Rome des otages avant de reprendre le combat), les Doclètes de Duklja (au Nord de Podgorica), les Glintidiones, les Narèses, les Interfrurins, les Oxyéens, les Pertenètes, les Batiates, les Cambéens, les Cinambres, les Taulantes et les Meromènes (ces sept dernières tribus faisant partie des peuples que Pline l'Ancien place au sud-est de la Dalmatie près de la côte, entre les fleuves Neretva et Dril. Toute la côte adriatique est à présent sous contrôle romain.
Cette troisième campagne illyrienne achevée, Octavien laisse la garde d'Emona et de Siscia à des garnisons légionnaires.

## Conséquences
En 32 av. J.-C. plusieurs colonies sont fondées le long de la côte illyrienne à Pula et Iader, tandis qu'un afflux de nouveaux colons renforce la présence des citoyens romains dans les vieilles colonies de Salone, Narona (Vid près de Metković) et Epidaurum.
De nouvelles frictions avec Marc Antoine contraignent cependant Octave à cesser ses opérations. Il reprendra son projet seulement plus tard avec Marcus Vipsanius Agrippa en 13 av. J.-C., puis son fils adoptif Tibère en 12-9 av. J.-C., mais la soumission complète de cette zone ne sera achevée qu'après la répression de la Grande révolte illyrienne de 6-9, voire plus tard, vers l'an 20.
Le butin des guerres d'Illyrie est utilisé par Octavien et Agrippa pour financer la construction d'édifices publics à Rome, parmi lesquels le Portique et la Bibliothèque octavienne. Les guerres dans les Balkans permirent également à Octavien de placer son action dans la continuité de celle de César.